# Nehru Jackets
Nehru Jackets es el primer mixtape en solitario del artista estadounidense de hip hop Heems, publicado el 17 de enero de 2012 por Greedhead Music.
Rolling Stone nombró a la canción "Womyn" como la 36.ª mejor canción de 2012.

## Lista de canciones
| N.º | Título                                                                   | Duración |  |
| 1.  | «Thug Handles»                                                           | 1:32     |  |
| 2.  | «Bad, Bad, Bad»                                                          | 3:11     |  |
| 3.  | «Alien Gonzalez»                                                         | 3:00     |  |
| 4.  | «Nehru Jackets Interlude»                                                | 0:22     |  |
| 5.  | «Choorhay Lare» (con Lovedeep Singh y Pawan)                             | 3:05     |  |
| 6.  | «Swate» (con Lakutis y Kool A.D.)                                        | 6:09     |  |
| 7.  | «NYC Cops»                                                               | 3:58     |  |
| 8.  | «You Have to Ride the Wave» (con Danny Brown y Mr. Muthafuckin' eXquire) | 4:55     |  |
| 9.  | «Mike Finito Raps Too»                                                   | 1:07     |  |
| 10. | «Womyn»                                                                  | 3:22     |  |
| 11. | «Bangles» (con Fat Tony y Big Baby Gandhi)                               | 3:54     |  |
| 12. | «Ravi Shankar PSA»                                                       | 0:35     |  |
| 13. | «It's the Drug I'm Needing»                                              | 3:45     |  |
| 14. | «Coca Cola Freestyle»                                                    | 1:50     |  |
| 15. | «Chakklo» (con Ravi Eah Singh y Lovedeep Singh)                          | 4:49     |  |
| 16. | «Jason Bourne»                                                           | 1:56     |  |
| 17. | «Desi Shoegaze Taiko»                                                    | 3:09     |  |
| 18. | «I Want It Bad (Liquid Heart)»                                           | 2:56     |  |
| 19. | «Juveniles Detained at Guantanamo Bay»                                   | 1:59     |  |
| 20. | «Kate Boosh» (con Despot y Kool A.D.)                                    | 3:11     |  |
| 21. | «What Do I Do When I'm Alone»                                            | 2:47     |  |
| 22. | «Computers»                                                              | 1:56     |  |
| 23. | «Yo What's Good New York» (con Action Bronson, Lakutis, y Kool A.D.)     | 3:43     |  |
| 24. | «Womyn 2» (con Childish Gambino)                                         | 3:27     |  |
| 25. | «Tu Nach» (con Duggla Don)                                               | 3:11     |  |